# Rafael Díaz Justo
Rafael Díaz Justo (Gerindote, 8 novembre 1972) è un ex ciclista su strada spagnolo, professionista dal 1995 al 2004.

## Palmarès

### Strada
- 1996 (ONCE, una vittoria)

1ª tappa Tour de l'Avenir (Bénodet > Loudéac)
- 1998 (ONCE, una vittoria)

3ª tappa Vuelta a Galicia (Viveiro > Viveiro)

#### Altri successi
- 2000 (ONCE-Deutsche Bank)

1ª tappa Volta Ciclista a Catalunya (La Pineda > Vila-seca, cronosquadre)
- 2001 (ONCE-Eroski)

1ª tappa Volta Ciclista a Catalunya (Sabadell, cronosquadre)
- 2001 (ONCE-Eroski)

3ª tappa Vuelta a Burgos (Peñaranda de Duero > Aranda de Duero, cronosquadre)
1ª tappa Vuelta a España (Valencia, cronosquadre)

## Piazzamenti

### Grandi Giri
- Tour de France

1998: non partito (18ª tappa)
1999: 58º
- Vuelta a España

1999: 57º
2000: 33º
2001: 54º
2002: 62º

### Classiche monumento
- Milano-Sanremo

1998: 141º
1999: 162º
2000: 121º
2001: ritirato
2003: ritirato
- Giro delle Fiandre

2000: ritirato
2002: ritirato
2003: ritirato
2004: ritirato
- Parigi-Roubaix

1998: ritirato
2002: ritirato
2003: ritirato
2004: ritirato
- Liegi-Bastogne-Liegi

1997: 89º
1999: ritirato
2000: ritirato
2001: ritirato
- Giro di Lombardia

2001: ritirato

### Competizioni mondiali
- Campionati del mondo su strada

Plouay 2000 - In linea Elite: ritirato
Lisbona 2001 - In linea Elite: ritirato
Zolder 2002 - In linea Elite: ritirato